# Схизотипални поремећај личности
Као и за друге поремећаје личности, за схизотипални поремећај личности карактеристични су дубоко укорењени маладаптивни обрасци понашања, односно значајне девијације у сфери мишљења, опажања, афекта и комуникације са другима. 
Људи са схизотипалним поремећајем личности испољавају дефиците у социјалној комуникацији и интеракцији, због чега избегавају формирање блиских односа и држе се на дистанци. Често показују ексцентричност у понашању, као и тенденцију ка нелогичном мишљењу и чудним уверењима која нису у складу са преовлађујућим културним идејама. У клиничкој слици неретко се јављају и когнитивно-перцептивне дисторзије. Овај образац углавном започиње у раној одраслој доби и наставља се током целог живота. 

## Дијагностиковање поремећаја

### ДСМ-5
У оквиру пете ревизије Дијагностичког и статистичког приручника за менталне поремећаје (енг. DSM-5) поремећаји личности груписани су у три кластера А,Б,Ц. Схизотипални поремећај заузима место у кластеру А у који су сврстани још и параноидни и схизоидни поремећај личности. ДСМ-5 дефинише схизотипални поремећај као „Свеобухватан образац социјалних и међуљудских дефицита, обележен акутном нелагодношћу и смањеним капацитетом за блиске односе, као и когнитивним или перцептивним изобличењима и ексцентричним понашањем, почев од раног одраслог доба и присутним у различитим контекстима".
Да би се успоставила дијагноза, потребно је присуство најмање пет од следећих симптома:
- сумануте идеје односа

- чудна веровања или магијско мишљење које утиче на понашање и није у складу са субкултурним нормама (нпр. сујеверје, вера у видовитост, телепатија или „шесто чуло“, бизарне фантазије или преокупације)

- абнормална перцептивна искуства, укључујући телесне илузије

- необично размишљање и говор (нпр. нејасан, посредан, метафоричан, претерано разрађен или стереотипан)

- сумњичавост или параноја

- непримерен или сужен афекат

- чудно понашање или изглед

- недостатак блиских пријатеља

- прекомерна социјална анксиозност која се не смањује са већим степеном блискости и која је обично повезана са параноичним страховима, а не негативном сликом о себи

Да би се успоставила дијагноза схизотипалног поремећаја, битно је искључити могућност да се уочени симптоми јављају у оквиру других болести, тј. схизофреније, биполарног поремећаја, депресивног поремећаја са психотичним карактеристикама, других психотичних поремећаја или поремећаја из спектра аутизма.

### МКБ-10
У оквиру десете ревизије Међународне статистичке класификације болести и сродних здравствених проблема (енгл. ICD-10) схизотипални поремећај класификован је као поремећај повезан са схизофренијом, за разлику од ДСМ-5 класификације која га сврстава у поремећаје личности. Он је дефинисан као "поремећај који карактеришу ексцентрично понашање и аномалије у размишљању и афекту, сличне онима који се примећују код схизофреније, иако се специфични дефицити карактеристични за схизофренију не појављују ни у једној фази блести."
Нема доминантних или типичних симптома, али може бити присутно било шта од следећег:
- Неприкладан или сужен афекат (особа се чини хладном и удаљеном);

- Понашање или изглед који је ексцентричан или необичан;

- Лош однос са другима и тенденција ка социјалном повлачењу;

- Чудна веровања или магично размишљање, који утичу на понашање и у супротности су са субкултурним нормама;

- Сумњичавост или параноидне идеје;

- Опсесивна руминација без унутрашњег отпора;

- Необична перцептивна искуства укључујући соматосензорне (телесне) или друге илузије, деперсонализацију или дереализацију;
- Нејасна, метафорична, претерано разрађена или стереотипна размишљања, манифестована чудним говором или на друге начине, без глобалне инкохерентности;
- Повремене пролазне квази-психотичне епизоде са интензивним илузијама, слушним или другим халуцинацијама и идејама попут суманутих, обично се дешавају без спољашње провокације.

Поремећај има хроничан ток, варијабилног интензитета, понекад прераста у схизофренију. Нема дефинитивног почетка болести, а развојни ток је сличан оном код поремећаја личности. Чешћи је код особа који имају рођаке оболеле од схизофреније и верује се да је део генетског „спектра“ схизофреније.

## Етиологија болести

### Генетски фактори
Схизотипални поремећај личности широко је схваћен као део „спектра схизофреније“, с обзиром да поједини налази указују на веће стопе схизотипалног поремећаја код особа које имају рођаке са схизофренијом. Иако у у клиничкој слици схизотипалног поремећаја има одређених обележја схизореније, халуцинације, сумануте идеје и драстични поремећаји понашања нису доминантни симтоми.

### Биолошки и средински фактори
Рани теоретичари сматрали су да схизотипални поремећај представља стање које претходи развоју схизофреније, али је ово гледиште у више наврата оспоравано. Неки аутори истичу налазе према којима су постојеће генетске везе између схизотипије и схизофреније најчешће скромне, те акценат стављају на друге потенцијалне факторе ризика. 
Истраживањима се дошло до увида да особе оболеле од схизотипије често имају врло нездраво породично окружење, не само у поређењу са здравим испитаницима, већ и у поређењу са неким психијатријским пацијентима. Овај налаз подстакао је напуштање гледишта о заједничким факторима ризика за схизотпију и схизофренију, због тога што постоји релативно мало доказа да злостављање и занемаривање утиче на настанак схизофреније. Даље, ови налази отварају могућност диференцијације две етиолошки различите подгрупе схизотипалног поремећаја. Једну групу чинили би појединци код којих би генетска предиспозиција за схизофренију могла објаснити схизотипске симптоме, а другу групу чинили би они код којих психосоцијални дистрес доприноси симптоматологији. 
Једна од импликација за будућа истраживања је да генетске и неуробиолошке везе са схизотипијом могу бити јаче и доследније код оних појединаца код којих се не уочавају психосоцијални фактори ризика, односно они који нису прошли кроз злостављања и занемаривања. Будуће студије треба да додатно испитају хипотезу о психосоцијалним факторима ризика за схизотипију и да се позабаве узрочним питањем зашто психосоцијални фактори резултирају схизотипалним симптомима. Једна од хипотеза је да рано злостављање, занемаривање и стрес резултирају структурним и функционалним оштећењима мозга која рађају схизотипне симптоме. Претпоставља се да значајан стрес током критичног периода развоја може резултирати неуроразвојном реорганизацијом мозга и да би делом могао да објасни абнормалности у структури и функцији мозга које налазимо у овом поремећају личности. Ране трауме и стрес повезани су са променама у ослобађању глукокортикоида и могла би се узети у обзир при разматрању поремећаја у лучењу кортизола код схизотипалних личности. Слично томе, злостављање је повезано са повећаним нивоима допамина и хомованиличне киселине и с обзиром да се чини да су ране психолошке трауме нешто чешће повезане са каснијим когнитивно-перцептивним дисторзијама, злостављање би могло делимично да објасни претпостављену везу између ових схизотипалних симптома и повишеног ниво допамина.
С друге стране имамо и хипотезе које наглашавају превасходно утицај социјалне, пре свега породичне, средине на појаву симтома. Тврди се да би недостатак поверења и осећања сигурности у детињству могло представљати предиспозицију за развој параноичног атрибутивног стила, социјалне анксиозности, проблема у блиским односима и стицању пријатеља уопште. Слично томе, неки аутори истичу важност афективног везивања у детињству, верујући да уколико оно није било адекватно, може утицати на касније проблеме у интерперсоналним односима, као и на симптоме као што су сужено афективно реаговање и необично социјално понашање.

## Лечење

### Фармакотерапија
Лекови могу играти примарну или помоћну улогу у лечењу пацијената са симптомима схизотипалног поремећаја личности. Битно је најпре утврдити присуство могућих коморбидитета. Схизотипски поремећај често се јавља заједно са великим депресивним поремећајем, дистимијом и социјалном фобијом.  Понекад се може јавити истовремено са опсесивно-компулзивним поремећајем и отежавати процес лечења.  Такође, може постојати повезаност и са биполарним поремећајем.  Третман се затим планира зависно од свеукупне присутности, доминантности и тежине појединих симптома.
Уколико су присутне тешкоће са пажњом и когнитивним способностима, показује се да до побољшања могу довести стимуланси који се примењују у третману АДХД-а. Уколико су пак у клиничкој слици просутне и психотичне епозоде, примена стимуланса изискује опрез и праћење стања пацијента. 
Особе са схизотипалним поремећајем се обраћају за помоћ често због осећања усамљености, депресивних расположења и анксиозности.  У тим случајевима могућа је примена антидепресива и анксиолитика, често бензодиазепина.
Када су у питању антипсихотици, потребно је, на основу процене стања пацијента, прилагодити режим давања ових лекова, они се углавном дају у краћим временским интервалима и у мањим дозама него у случајевима схизофреније.  Веома је битна пажљива примена антипсихотика, с обзиром да пацијенти са схизотипалним поремећајем најчешће немају толико велике тегобе са психотичним симптомима, осим у случајевима повишеног психосоцијалног стреса када могу развити краће психотичне епизоде. Међу препаратима из ове групе лекове често се даје рисперидон за који се показало се да побољшава и позитивне и негативне симптоме. 

### Психотерапија
Људима са схизотипским поремећајем личности психотерапија може бити тешка, јер им интеракција и успостављање односа са другима стварају неугодност. Међутим, терапеут може да подстакне развој поверења поштујући пацијентову потребу за већом дистанцом.  С обзиром да људи са овим поремећајем имају потешкоћа у препознавању друштвених знакова, често је потребно спровести тренинг социјалних вештина, не би ли на тај начин олакшали терапијски процес, али и клијентово сналажење у свакодневном контексту.   Потешкоће у социјалним интеракцијама могу довести до личног разочарања и лоше слике о себи, а управо овакви проблеми треба да заузму важно место у процесу лечења. Ако су симптоми особе благи до умерени, њено прилагођавање средини често је могуће уз малу подршку, међутим, уколико је у питању тежа клиничка слика, особа се може суочавати са много дубљим проблелима у сфери социјалног функционисања. У тим случајевима и најмање интеракције на послу могу бити окидачи анксиозности, а тешко им могу падати и друге свакодневне радње попут одласка у куповину. Зато је важно обезбедити адекватан ниво подршке и од стране породице, односно од што више чланова заједнице којој особа припада. Најчешће се примењују различите форме когнитивно-бихејвиоралне терапије. Пожељно је спроводити и породичну терапију, док се групна терапија препоручује само ако је група добро структурирана и подржавајућа, јер би у супротном могло доћи до погоршања симптома.  Због хроничног тока болести, највиша ефикасност постиже се дугорочним одласком на терапијске сеансе.